# Música popular colombiana
La música popular colombiana, también conocida como música de carrilera, música de cantina, o simplemente popular, es un género musical originario del departamento de Antioquia en Colombia. Se caracteriza por su estilo sencillo, letras sentimentales o de despecho, y fuerte arraigo en las costumbres rurales y festivas. Su difusión ha trascendido las zonas rurales para convertirse en uno de los géneros más escuchados en Colombia.
El género tiene influencias de la música regional mexicana (como el mariachi, el corrido, la música norteña y el huapango), así como del pasillo.
En sus orígenes, fue desarrollada por músicos campesinos que adaptaron estilos como la ranchera, el corrido, el tango, el bolero y el pasillo a sus propias vivencias y expresiones locales, dando lugar a una música con identidad propia: la guasca o montañera.

## Historia

### Orígenes
La música popular colombiana se consolidó en Antioquia durante el siglo XX, especialmente en las zonas rurales y estaciones del tren entre Medellín y Puerto Berrío. La llegada de discos y emisoras con música mexicana, especialmente rancheras y corridos, influyó en la creación de una música autóctona con temáticas de despecho, fiesta y vida campesina.
El auge del cultivo del café facilitó la expansión del género hacia otras regiones del país, como el Eje cafetero, Tolima, Huila, Cauca y Nariño, donde la música popular encontró una fuerte acogida entre recolectores y comunidades rurales.

### Años 1950-1980
Entre los artistas destacados en estas décadas figuran Las Hermanas Calle, Rómulo Caicedo, Gabriel Raymon, Luis Ramírez (El Caballero Gaucho) y Las Gaviotas. Se presentaban en cantinas, galleras, plazas de mercado y tiendas de barrio, reflejando las emociones de las clases populares.

### Años 1980-1990
Surge una renovación musical con artistas como Darío Gómez, Luis Alberto Posada, El Charrito Negro y Galy Galiano. Introducen nuevas tecnologías en las grabaciones, amplían la instrumentación (piano, bajo eléctrico, violín, marimba) y modifican la estética visual. Esta etapa consolida la música popular como una expresión reconocida a nivel nacional.
También emergen los llamados “corridos prohibidos”, con Uriel Henao como figura principal. La cantante Marbelle introduce un subgénero conocido como "tecnocarrilera", que mezcla sonidos electrónicos con temática tradicional.

### Años 2000-actualidad
Durante el siglo XXI, el género se moderniza aún más, dando paso a una “nueva ola” con artistas como Jhonny Rivera, Giovanny Ayala, Pipe Bueno, Yeison Jiménez, Jessi Uribe, John Alex Castaño, Gency Ramírez, Alzate y Jimmy Gutiérrez. Estos intérpretes han logrado un gran reconocimiento, incluso fuera del país, y han llevado la música popular a escenarios urbanos y digitales, incluyendo discotecas, emisoras nacionales y plataformas en línea.

## Artistas más populares del género musical
- Las Hermanas Calle
- Rómulo Caicedo
- Óscar Agudelo
- Darío Gómez
- El Charrito  Negro
- Luis Alberto Posada
- Helenita Vargas
- Galy Galiano
- Gabriel Raymon
- Los Relicarios
- Uriel Henao
- Giovanny Ayala
- John Alex Castaño
- Jhonny Rivera
- Paola Jara
- Yeison Jiménez
- Luis Ramírez Saldarriaga
- Alzate
- Pipe Bueno
- Francy
- Arelys Henao
- Fernando Burbano
- Jorge Luis Hortúa
- Luis Alberto Posada
- Jimmy Gutiérrez
- Luisito Muñoz
- Jessi Uribe
- Juan Carlos Zarabanda
- Alexis Escobar
- Marbelle
- El andariego
- Andrés Franco
- Jaime Díaz
- Luis Alfonso